# Justin Adams
Pour les articles homonymes, voir Adams.

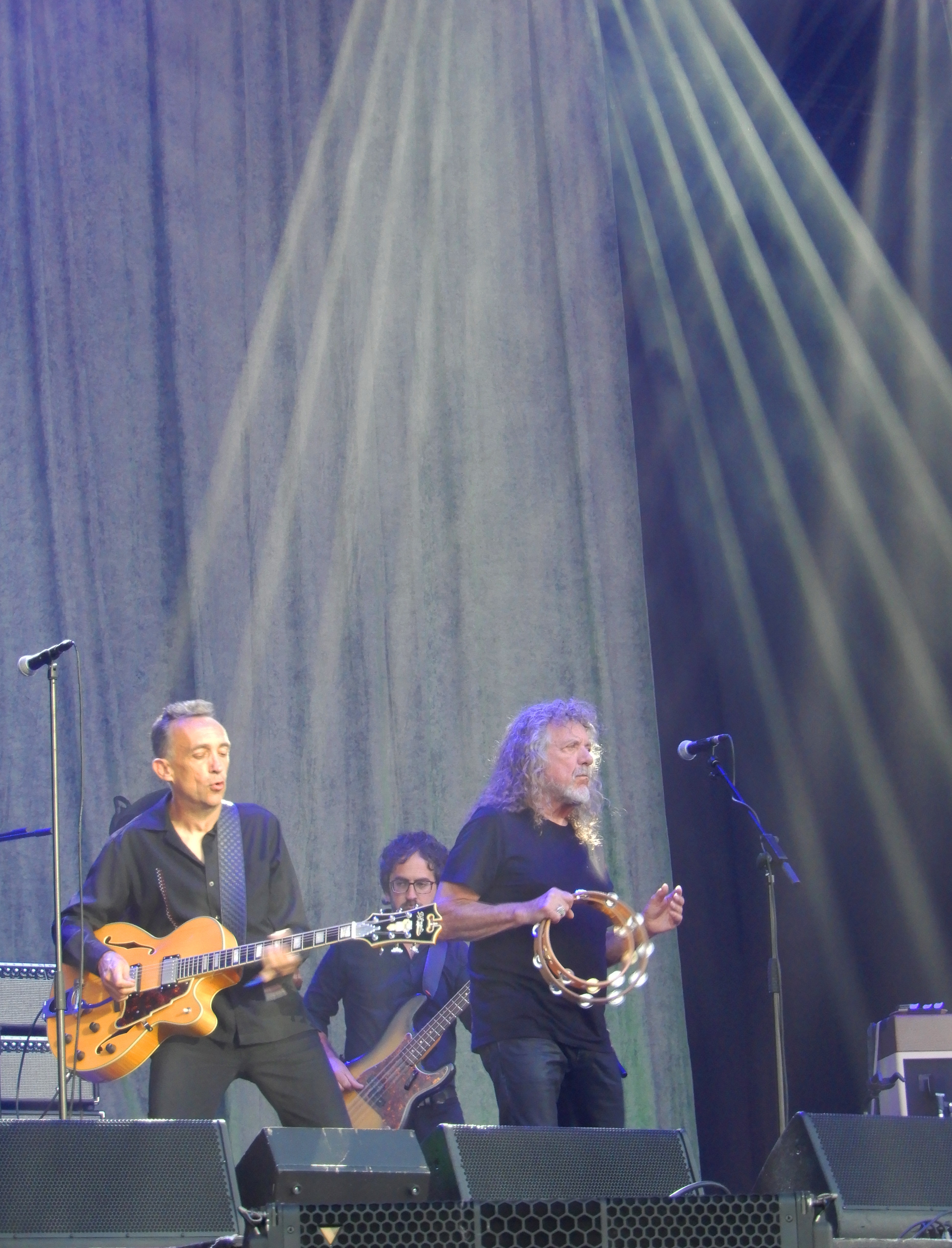
Justin Adams avec Robert Plant aux Vieilles Charrues 2018.

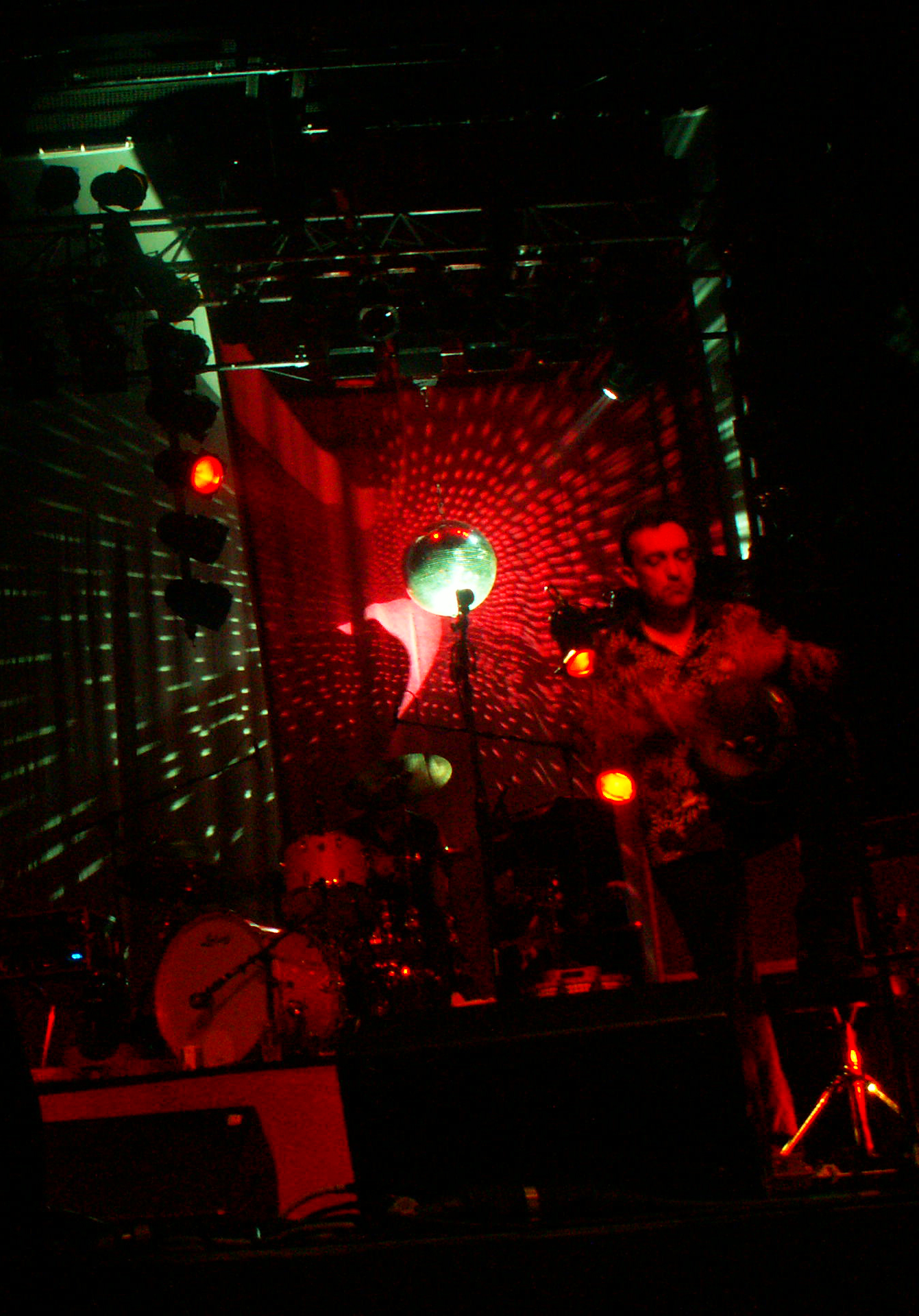
Justin Adams (Robert Plant) à Bordeaux en novembre 2005.

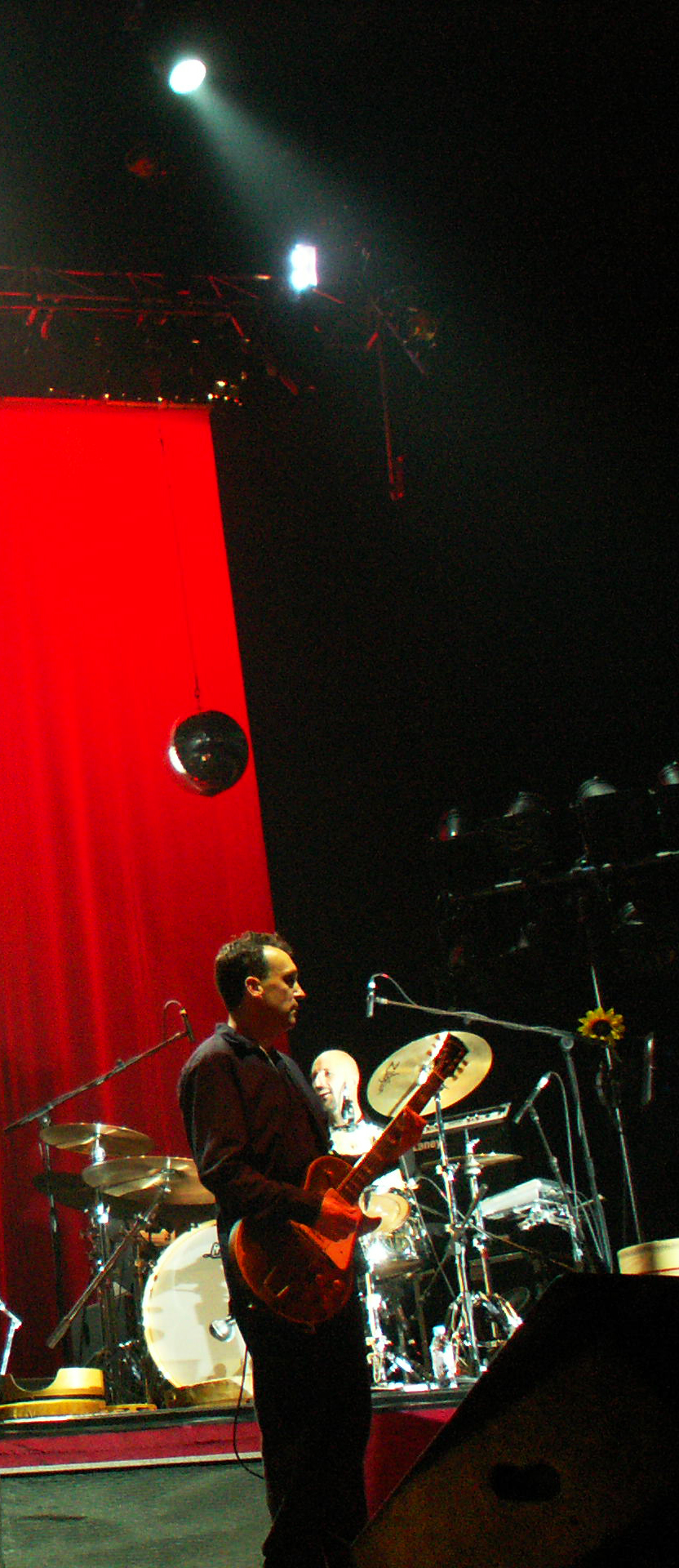
Justin Adams avec Robert Plant à Caen en novembre 2005.

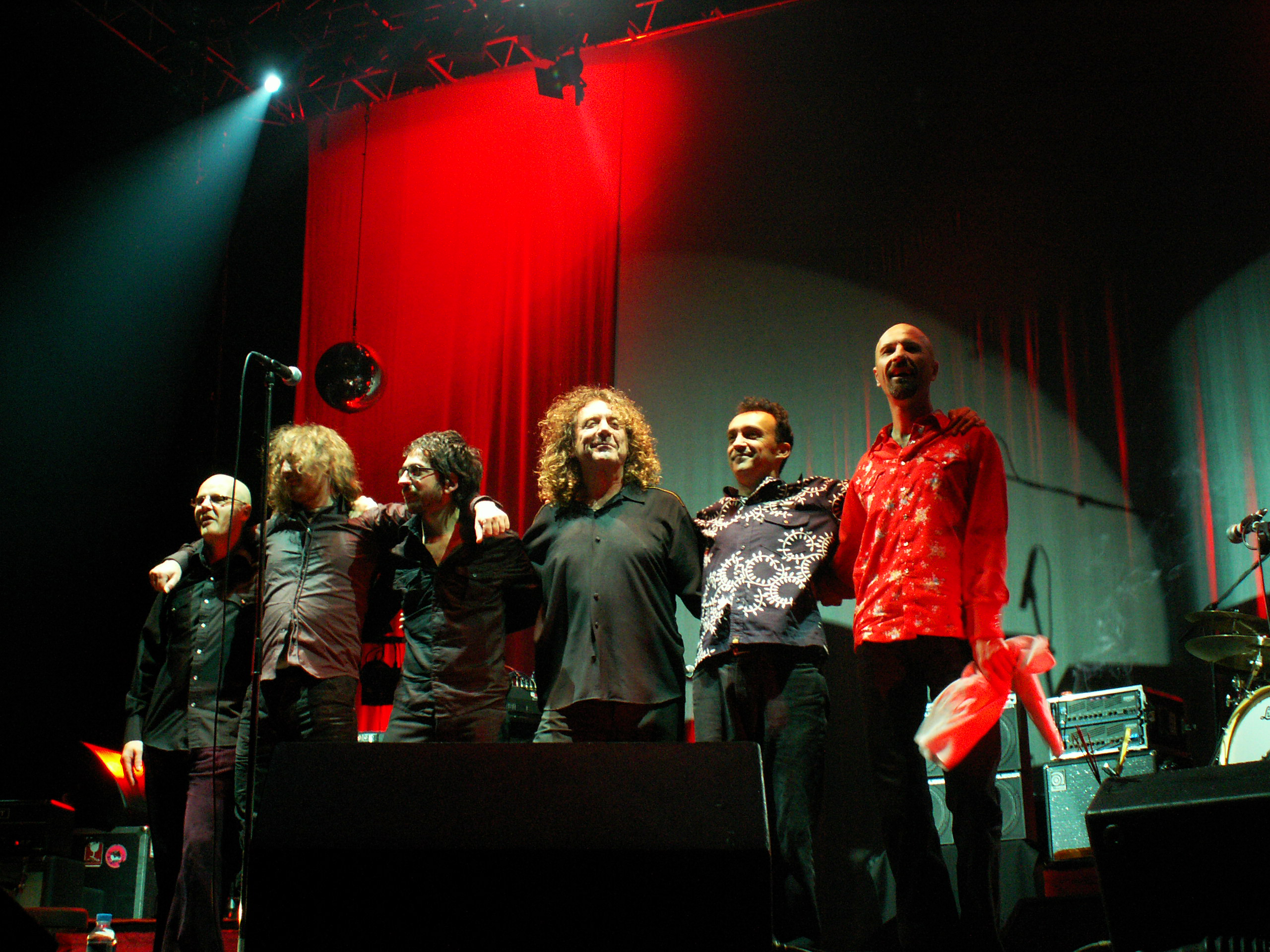
Justin Adams avec Robert Plant à Rennes en novembre 2005.

Justin Adams (né en 1961 à Westminster, Londres) est un guitariste anglais de rock qui s'est orienté vers la musique africaine.

## Biographie
Né à Londres et fils de diplomate, il passe une partie de son enfance au Moyen-Orient et en Égypte avant de retourner en Angleterre avec ses parents.
Il commence sa carrière dans les années 1980 avec le groupe The Impossible Dreamers (en). Il rejoint ensuite le groupe Invaders of the Heart de Jah Wobble.
Son premier album solo, Desert Road, sort en 2001. Il compose également la musique du film Kin (2000) d'Elaine Proctor.
En 2005, Adams participe à l'écriture de l'album Mighty Rearranger du groupe Strange Sensation de Robert Plant  
dont il est un des guitaristes. Il travaille également avec le groupe de blues touareg Tinariwen dont il produit les premier et troisième albums. Il collabore avec Brian Eno, Sinéad O'Connor, Lo'jo et des musiciens de traditions musicales africaine, arabe, celtique,,.
À partir de 2007, il forme un duo avec le griot gambien Juldeh Camara. Paraissent les albums Soul Science, Tell No Lies, The Trance Sessions et In Trance (sous le nom de JuJu). En 2009, il participe à l'enregistrement de l'album rivermudtwilight avec Ben Mandelson et Lu Edmonds sous le nom Les Triaboliques. Il joue la même année avec Juldeh Camara au World Music Festival d'Yverdon-les-Bains dans le canton de Vaud en Suisse romande.

## Discographie
- Desert Road (2001), Wayward
- Kin: The Original Motion Picture Soundtrack (2001), Wayward
- Soul Science (2007), Wayward - Justin Adams & Juldeh Camara
- Tell No Lies (2009), Real World - Justin Adams & Juldeh Camara
- rivermudtwilight (2009), World Village - Les Triaboliques
- The Trance Sessions (2010), Real World - Justin Adams & Juldeh Camara
- In Trance (2011), Real World - JUJU